# Rauand Taleb

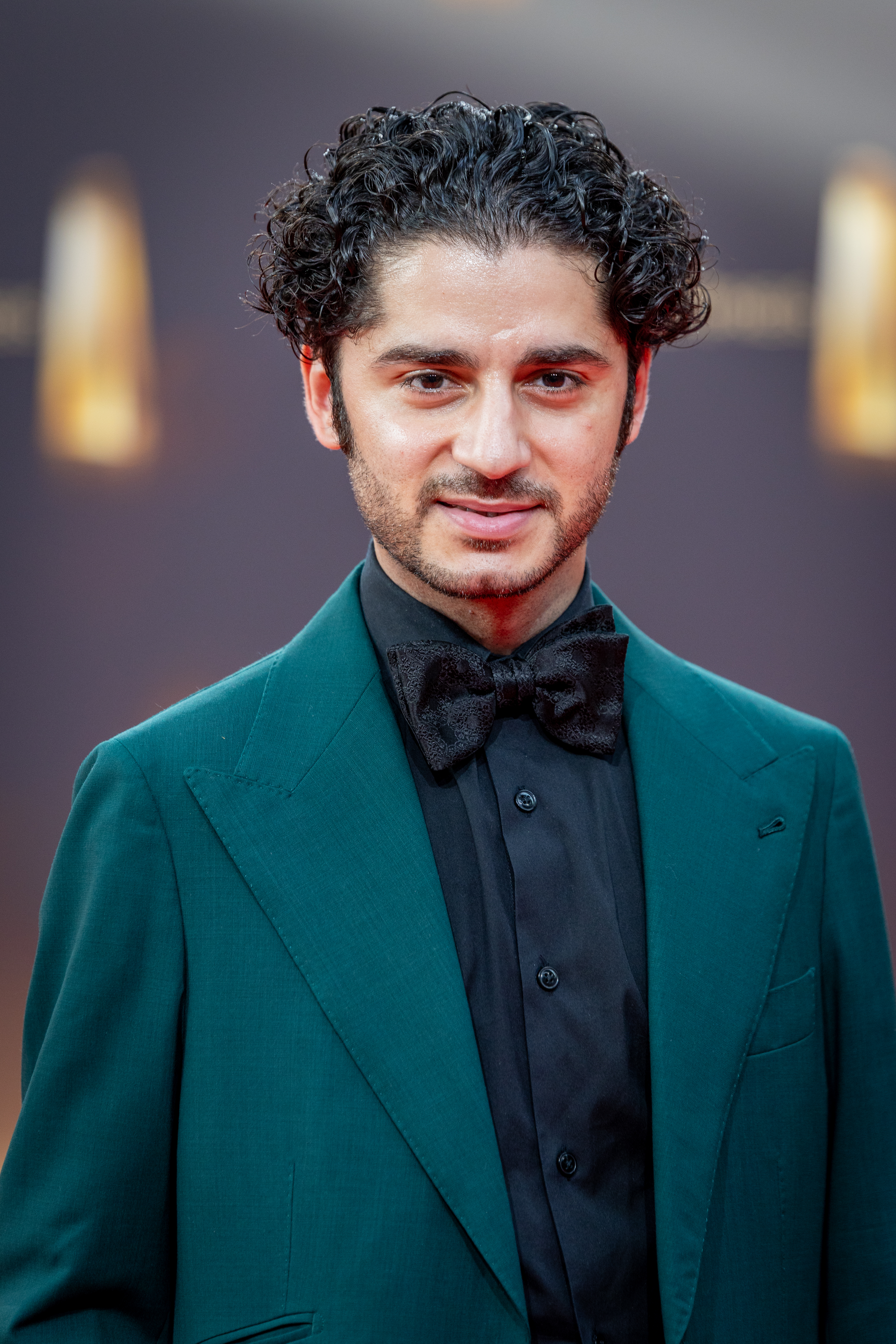
Rauand Taleb (2023)

Rauand Taleb (* 20. Februar 1992 in Sulaimaniyya, Irak) ist ein deutscher Schauspieler kurdischer Herkunft.

## Leben
Rauand Taleb wurde 1992 im Nordosten der Autonomen Region Kurdistan im Irak geboren, 1998 floh die Familie nach Deutschland und stellte hier einen Asylantrag. Taleb besuchte von 2010 bis 2013 erfolgreich die Neue Schauspielschule Nürnberg, an der er erste Bühnenerfahrungen sammelte. Weitere Stationen waren das Theater am Kurfürstendamm, die Deutsche Oper Berlin und die Nürnberger Tafelhalle.
Seit Mitte der 2010er-Jahre arbeitet Taleb auch umfangreich vor der Kamera. Hier war er in verschiedenen Tatort-Episoden zu sehen sowie in drei Staffeln der Serie 4 Blocks. In der Filmbiographie Nur eine Frau verkörperte er die Rolle des Nuri, der einen sogenannten Ehrenmord an seiner Schwester begeht.
Der in Berlin und Nürnberg lebende Künstler wurde 2012 beim Bayerischen Jugendfilmfestival für seine darstellerische Leistung in dem Film Jeder Kanake gegen jeden Kanaken ausgezeichnet. Selber saß Taleb 2014 in der Jury zur Wahl des Deutschen Menschenrechts-Filmpreises. 2020 bekam er den Deutschen Schauspielpreis für die beste Nebenrolle in 4 Blocks.

## Filmografie (Auswahl)
- 2014: Monaco 110 – Zuhause
- 2015: Tatort – Schutzlos
- 2016: Die Spezialisten – Im Namen der Opfer – Der heilige Krieger
- 2017: Eine Braut kommt selten allein
- 2017: Notruf Hafenkante – Ein neuer Anfang
- 2017: Tatort – Sturm
- 2017: Das Institut – Oase des Scheiterns – Kallalabale und Liebe
- 2017: Der Kriminalist – Die offene Tür
- 2018–2019: 4 Blocks
- 2018: Beck is back! – Bis zum Äußersten
- 2018: Tatort – Der Turm
- 2018: Großstadtrevier – Blutrache
- 2018: Asphaltgorillas
- 2018: Angst in meinem Kopf
- 2019: Tatort – Der gute Weg
- 2019: Nur eine Frau
- 2020: Nightlife
- 2020: Das Gesetz sind wir
- 2020: Dunkelstadt (Fernsehserie)
- 2020: SOKO Stuttgart – Schön bis in den Tod
- 2020: SOKO Köln – Aufruhr
- 2020: SOKO München – Das dritte Auge
- 2021: 8 Zeugen
- 2021: KBV – Keine besonderen Vorkommnisse (2 Folgen als Gerd)
- 2021: In aller Freundschaft – Die jungen Ärzte – Konsequenz
- 2021: The Billion Dollar Code
- 2021: Life’s a Glitch
- 2022: Die Kaiserin
- 2022: Rumspringa – Ein Amish in Berlin
- 2023: Operation White Christmas

## Hörspiele
- 2018: Einstiegskurs – Autorin: Agnieszka Lessmann – Regie: Felicitas Ott – SWR